# Santa Catarina Yosonotú
Santa Catarina Yosonotú es una localidad del estado mexicano de Oaxaca, localizado en la Sierra Sur de la entidad.

## Límites municipales
Tiene límites administrativos con los siguientes municipios y/o accidentes geográficos, según su ubicación:
|                       | Norte: San Esteban Atatlahuca | Nordeste: San Miguel el Grande  |
| Oeste: Santiago Nuyoó |                               | Este: San Miguel el Grande      |
|                       | Sur: Santa Lucía Monteverde   | Sureste: Chalcatongo de Hidalgo |